# Capasa irrorata
Capasa irrorata là một loài bướm đêm trong họ Geometridae.